# Mount Bevin
Mount Bevin ist ein 3490 m hoher und spitzer Berg im ostantarktischen Viktorialand. In den Admiralitätsbergen ragt er auf 3 km westnordwestlich des Mount Sabine auf der Westseite des Kopfendes des Murray-Gletschers auf.
Das Advisory Committee on Antarctic Names benannte ihn 2004 nach dem neuseeländischen Geodäten Anthony J. Bevin, von 1996 bis 2004 Vorsitzender des New Zealand Geographic Board.